# Francesco Palo
Francesco Palo (Montecorvino Rovella, 5 gennaio 1960) è un dirigente sportivo ed ex calciatore italiano, di ruolo attaccante.

## Carriera

### Giocatore
Cresciuto nel Napoli, club che a 15 anni lo aveva preleva dalla Calpazio di Capaccio Scalo, in azzurro compie tutta la trafila delle giovanili, contribuendo con 20 reti alla conquista del Campionato Primavera nella stagione 1978-1979, battendo in finale i pari età del Torino.
Dopo una stagione in prestito al Marsala, per adempiere agli obblighi militari, torna al Napoli con cui esordisce nella massima serie durante la stagione 1980-1981, nella trasferta di Como, realizzando nell'occasione in zona Cesarini la rete della vittoria contro i lariani: quella segnatura, immortalata sulla copertina del Guerin Sportivo, consentì ai partenopei di portarsi a due sole lunghezze dalla capolista Juventus, che avrebbero affrontato la domenica seguente nello scontro per lo Scudetto previsto per la penultima giornata. Proprio contro i bianconeri subisce un gravissimo infortunio che gli compromette la carriera, sarà infatti proprio questa la sua seconda e ultima presenza nella massima serie.
Nell'estate 1981 viene ceduto in prestito al Piacenza, in Serie C1. Durante la prima partita di Coppa Italia contro il Pavia si infortuna al ginocchio e, a causa di diverse ricadute, rimane fuori per l'intera stagione, collezionando due sole presenze nel finale di campionato. A fine stagione torna al Napoli, che lo gira per un'annata al Foligno con cui ottiene la promozione in Serie C1; quindi si trasferisce per tre stagioni al Civitavecchia.
Dopo aver giocato anche con le maglie di Nola (Serie C2), Potenza (Serie D), Pontecagnano e Faiano (Promozione), si ritira dal calcio giocato a 30 anni, a causa dei frequenti infortuni al ginocchio.

### Dirigente
A partire dal 2005 ha ricoperto a più riprese il ruolo di direttore sportivo della Battipagliese, incarico da cui si dimette nell'ottobre 2012.

## Palmarès

### Giocatore

#### Competizioni giovanili
- Campionato Primavera: 1

Napoli: 1978-1979